# Slochteren
Slochteren a fost o comună în provincia Groningen, nord-estul Țărilor de Jos.
Comuna putea fi caracterizată ca un lanț de sate mici ocupând în cea mai mare parte un peisaj agricol. Având un trecut agricol de cel puțin o mie de ani, în comunitate locuiesc în cea mai mare parte navetiști către orașele din apropiere precum Hoogezand, Groningen și Delfzijl. Conacul Fraeylemaborg (un mic „castel”, cu cele mai vechi piese datând din evul mediu) se află în Slochteren.

## Gaze naturale
Slochteren era situat în centrul unui foarte mare câmp de gaze naturale descoperit în 1959, asigurând Olandei poziția de o importantă țară exportatoare de energie. Rezervele de gaz, la data de 31 decembrie 2002, erau estimate la 1,5 × 1012 m³.

## Localități componente
Denemarken, Froombosch, Harkstede, Hellum, Kolham, Lageland, Luddeweer, Overschild, Schaaphok, Scharmer, Schildwolde, Siddeburen, Slochteren, Steendam, Tjuchem, Woudbloem.